# 厦门号导弹驱逐舰
“厦门”号导弹驱逐舰（舷号154）简称“厦门”舰，是中国人民解放军海军第六艘052D型导弹驱逐舰，可单独或协同海军其他兵力攻击水面舰艇、潜艇，具有较强的区域防空和对海作战能力。厦门舰由江南造船厂开工建造，于2014年12月30日下水，2017年6月10日入列，现服役于东海舰队驱逐舰第六支队 。厦门舰舰名取自福建省厦门市，其入列命名授旗仪式于2017年6月8日在浙江省舟山市某军港举行。